# Vandeleuria nolthenii
Vandeleuria nolthenii és una espècie de mamífer rosegador de la família dels múrids. És endèmica dels altiplans centrals de Sri Lanka, on viu a altituds d'entre 1.320 i 2.310 msnm. Es tracta d'un animal nocturn i arborícola. El seu hàbitat natural són els boscos montans perennifolis. Està amenaçada per l'expansió dels camps de conreu i la tala d'arbres. Aquest tàxon fou anomenat en honor d'Adriaan Constant Tutein-Nolthenius.